# Indeo
Indeo ist ein Format für verlustbehaftet komprimierte Videodaten, das ab 1992 von Intel entwickelt und im Jahre 2000 an Ligos verkauft wurde. Der zugehörige Referenz-Codec war einer der ersten Codecs, die das Abspielen von Videos ohne Hardwarebeschleunigung erlaubten.
Das Format wurde längere Zeit gerne von Webcam-Software, für Spiele und E-Learning-Anwendungen genutzt. Wegen seiner proprietären Lizenz ist derzeit kein Open-Source-Codec verfügbar. Offizielle Dekodierer existieren für Windows, Mac OS Classic (nicht X) und einige weitere Betriebssysteme. Für Windows existieren sowohl Video-for-Windows-Versionen als auch DirectShow-Versionen des Codecs.
Indeo ist in der Version 5 (5.08 bis 5.11) auf sämtlichen Windows-Versionen ab Windows 98 SE bis Windows XP vorinstalliert. In Windows XP SP1 wurde erstmals der Indeo-Codec nicht vorinstalliert ausgeliefert. Da sich jedoch einige Spiele und Applikationen darauf verlassen haben, dass dieser Codec installiert ist, stellte Microsoft relativ umgehend einen Hotfix zur Verfügung, der diesen wieder installiert. Microsoft hat Indeo jedoch Ende 2009 aus Sicherheitsgründen für den Internet Explorer und den Windows Media Player deaktiviert.